# سفارة دولة فلسطين لدى النمسا
سفارة دولة فلسطين لدى النمسا هي الممثلية الدبلوماسية العُليا لدولة فلسطين لدى النمسا. تقع السفارة في فيينا.

## قائمة السفراء
- غازي الحسيني (1980-1982)
- عبد الله الإفرنجي (1982-)
- داود بركات (-1990)
- فيصل عويضة (1990-يناير 2003)
- محي الدين مسعود (قائم بالأعمال بين يناير 2003 وأبريل 2005)
- زهير الوزير (23 أبريل 2005-2013)
- صلاح عبد الشافي (2013-لا يزال)